# استیلو
استیلو (به ایتالیایی: Stilo) یک کومونه در ایتالیا است که در استان رجو کالابریا واقع شده‌است.

## خصوصیات
استیلو ۷۸٫۴۹ کیلومترمربع مساحت و ۲٬۷۴۲ نفر جمعیت دارد و ۳۸۶ متر بالاتر از سطح دریا واقع شده‌است.

## نگارخانه

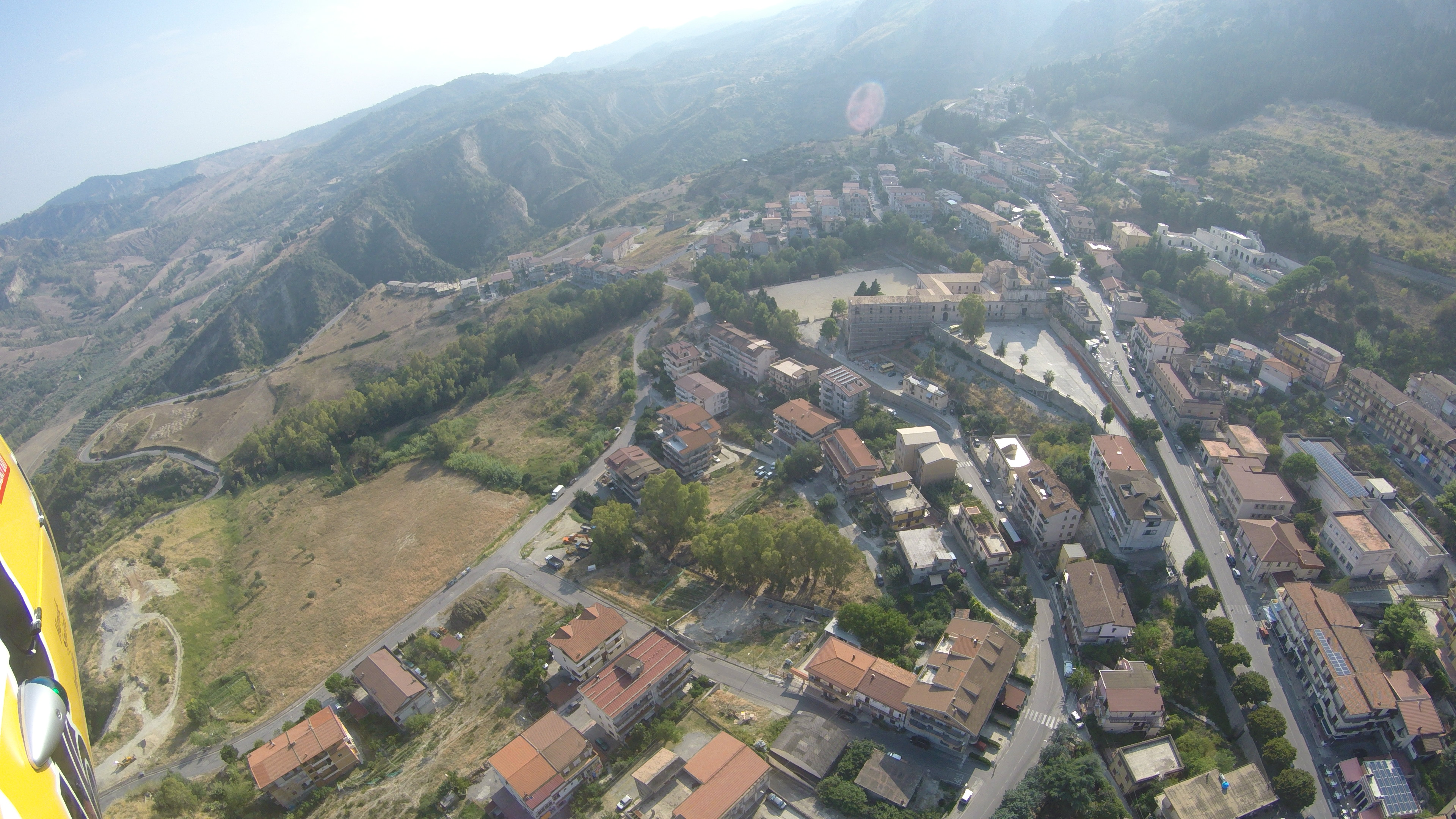
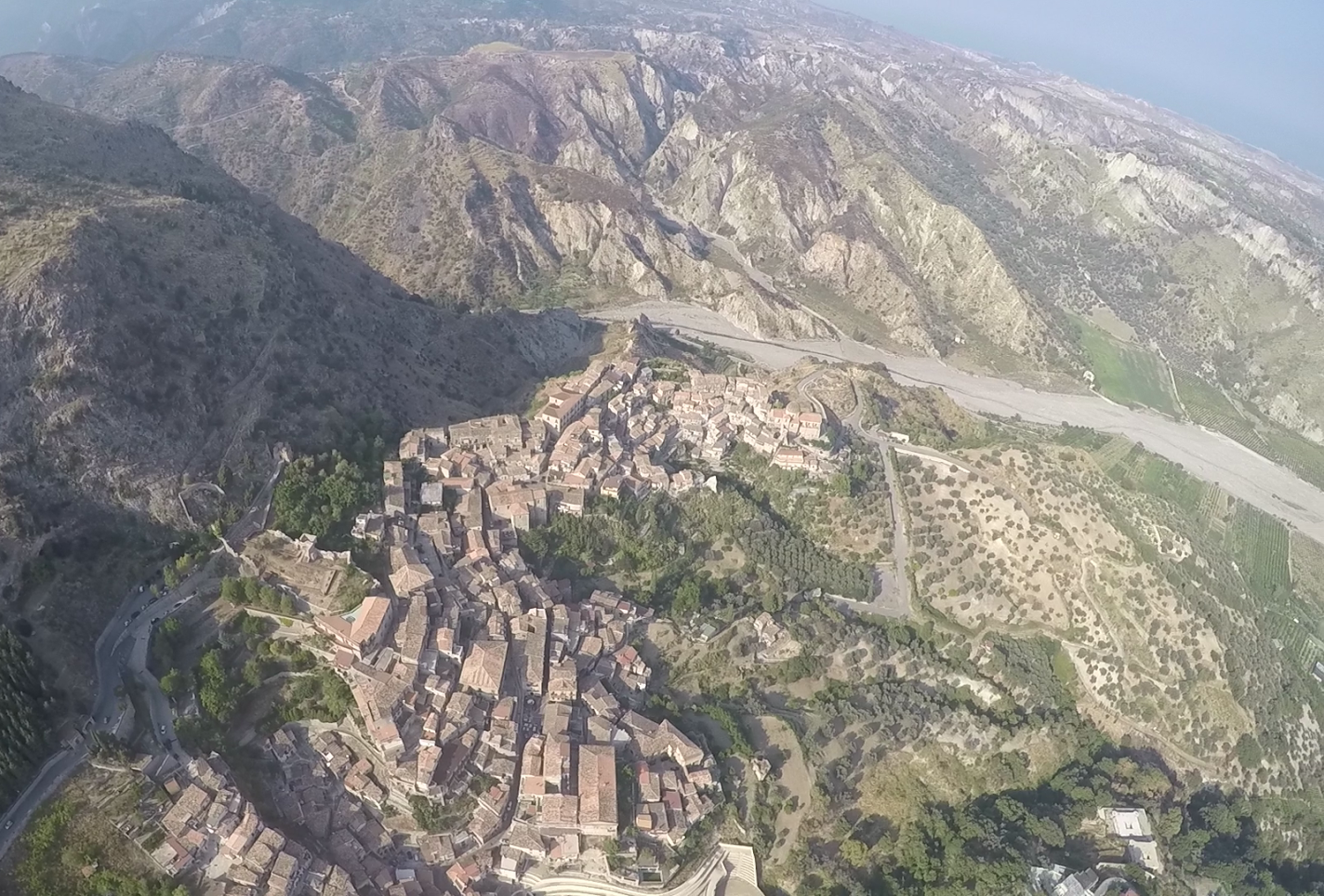
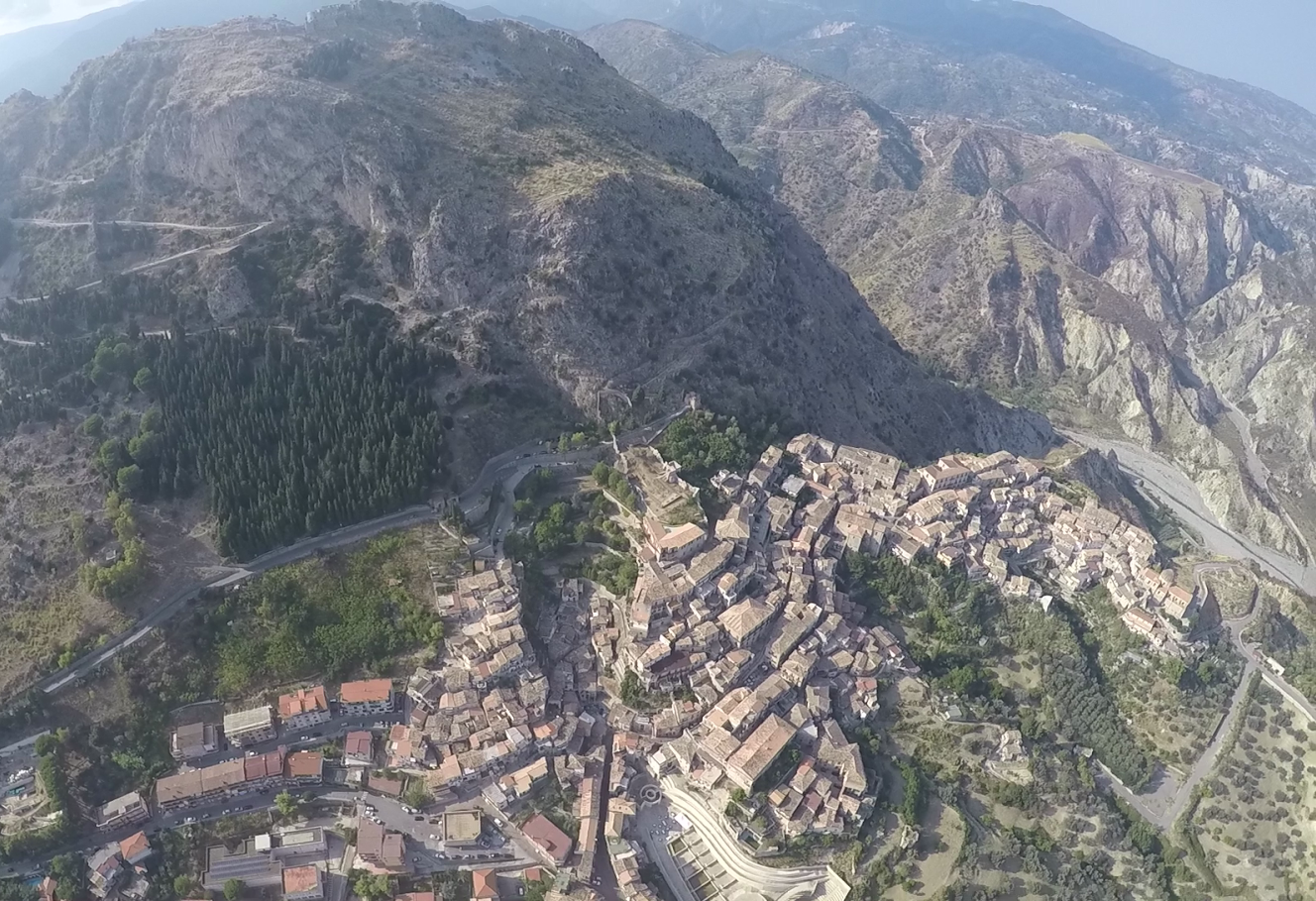